# IFK 노르셰핑
IFK 노르셰핑(IFK Norrköping)은 1897년 5월 29일에 창단된 스웨덴 노르셰핑의 축구 클럽으로, 현재 알스벤스칸에서 활동하고 있다.

## 성적
- 스웨덴 챔피언
  - 우승 12회 (1942–43, 1944–45, 1945–46, 1946–47, 1947–48, 1951–52, 1955–56, 1956–57, 1960, 1962, 1963, 1989)
- 알스벤스칸
  - 우승 13회 (1942–43, 1944–45, 1945–46, 1946–47, 1947–48, 1951–52, 1955–56, 1956–57, 1960, 1962, 1963, 1992, 2015)
  - 준우승 9회 (1952–53, 1957–58, 1959, 1961, 1966, 1987, 1989, 1990, 1993)
- 메스테르스카프 세리엔
  - 준우승 2회 (1991, 1992)
- 알스벤스칸 플레이오프
  - 우승 1회 (1989)
  - 준우승 2회 (1984, 1990)
- 스웨덴 컵
  - 우승 6회 (1943, 1945, 1968–69, 1987–88, 1990–91, 1993–94)
  - 준우승 4회 (1944, 1953, 1967, 1971–72)

## 선수 명단

### 현역
참고: FIFA 자격 규정에 따라 소속된 국가대표팀 국기를 표시합니다. 선수는 복수의 FIFA 비회원국 국적을 가지고 있을 수 있습니다.
| 번호 | 포지션 | 국적 | 이름                |
| ---- | ------ | ---- | ------------------- |
| 15   | FW     |      | 세바스티안 요르겐센 |
| 35   | MF     | 가나 | 스티븐 볼마         |

| 번호 | 포지션 | 국적 | 이름 |
| ---- | ------ | ---- | ---- |

## 역대 감독
| 감독            | 임기        |
| --------------- | ----------- |
| 샌디 타이트     | 1905        |
| 프레드 스픽슬리 | 1910        |
| 임레 슐로서     | 1923 ~ 1924 |
| 라요스 차이즐러 | 1942 ~ 1948 |
| 에릭 킨         | 1949        |
| 카를 아다멕     | 1950 ~ 1953 |
| 카를 아다멕     | 1955 ~ 1957 |
| 콜린 톨         | 1996 ~ 1997 |
| 얀네 안데르손   | 2011 ~ 2016 |
| 글렌 리더숄름   | 2022 ~      |